# Диаграммы Солодовникова
Диаграммы (номограммы, кривые) Солодовникова — устанавливают связь между величиной перерегулирования σ%, временем переходного процесса tрег, максимальным значением вещественной части АФЧХ Pmax и частотой среза ωср.
Например, σ% = 25% и tрег = 2 с.

Диаграммы Солодовникова для построения среднечастотной асимптоты

Значению σ% = 25% на графике σ(Pmax) соответствует значение tрег = {\displaystyle {\frac {3{,}4\pi }{\omega _{n}}}} на графике tрег(Pmax).

Отсюда можно найти ωп = {\displaystyle {\frac {3{,}4\pi }{t_{reg}}}} = 5,34 рад/c.
 Частота среза находится из условия: ωср = (0,6÷0,9)ωп.
По диаграммам для определения запасов устойчивости определяют запас устойчивости по фазе Δφ и амплитуде ΔL в зависимости от перерегулирования σ%.

Диаграммы Солодовникова для определения запасов устойчивости

Зная запас устойчивости по амплитуде можно определить протяжённость среднечастотной асимптоты при синтезе САУ.

Например, для систем с астатизмом первого порядка запас устойчивости по амплитуде в отрицательной области ΔL2 будет по модулю равен запасу устойчивости ΔL1 в положительной области.

ΔL1 = |ΔL2|
Подобные диаграммы используются для синтеза желаемой ЛАЧХ системы.

## К вопросу об автоматизации работы с номограммами
Поскольку вышеприведенные номограммы получены полуэмпирическим способом, то для упрощения работы с ними, имеет смысл получить их аппроксимированные зависимости. Такие зависимости получены и оформлены в виде функции системы MATLAB. Поскольку функция в системе MATLAB представлена в виде текстового файла, ниже приводится текст готовой функции:
```
function
 
[omega_sr, Lm, gamma] = nomosol
(
sigma, t_pp
)

% Номограмма Солодовникова, используемая для синтеза корректирующих звеньев 

% методом построения желаемой ЛАЧХ.

% 

% Вызов функции:%   [omega_sr, Lm, gamma] = NOMOSOL(sigma);

%         или

%   [omega_sr, Lm, gamma] = NOMOSOL(sigma, t_pp);

% 

% Входные данные:%   sigma - желаемая величина перерегулирования, в процентах;

%   t_pp  - желаемое время переходного процесса, в секундах.

% 

% Выходные данные:%   omega_sr - минимальная частота среза, рад/сек.

%     

%   Lm - предельное значение логарифмической амплитуды, dB 

% 

%   gamma - избыток фазы, градусы

%

%   ПРИМЕЧАНИЕ:%   Если обращение к функции выполнено согласно первому способу,

%   когда t_pp не вводится, выходная переменная omega_sr является 

%   функцией от t_pp: omega_sr = f(t_pp) = @(t_pp) c*pi/t_pp

%   где t_pp - время переходного процесса, сек

%       с - константа, определяемая по номограмме.

%   Во втором случае частота среза omega_sr принимает численное значение. 

% 

%   Одновременно в функцию вводится только одно значение или одна пара 

%   значений входных элементов 

% 

% Данная функция основана на номограмме Солодовникова, опубликованной 

% в книге:% 

% Теория автоматического управления: Учеб. для вузов по спец. «Автоматика и 

% телемеханика». В 2-х ч. Ч. 1. Теория линейных систем автоматического

% управления / Н.А. Бабаков, А.А. Воронов, А.А. Воронова и др.; Под ред.

% А.А.Воронова. - 2-е изд., перераб. и доп. - М.: Высш. шк., 1986. - 367с., ил.

% 

% В приведенной книге номограммы опубликованы на страницах 272 и 273.

% 

% Автор функции: асс. кафедры Гидрогазодинамика, СНУ им. В. Даля.

% Мушкаев Ярослав Владимирович, E-Mail:ysms@ukr.net

% 20-ноя-2011

switch
 
nargin

    
case
 
1
        

        
fun_out
 
=
 
true
;

    
case
 
2

        
fun_out
 
=
 
false
;
      

    
otherwise

        
disp
(
'Неверный ввод!'
);

        
omega_sr
 
=
 
NaN
;
 
Lm
 
=
 
NaN
;
 
gamma
 
=
 
NaN
;

        
return
            

end

if
 
length
(
sigma
(:))
 
~=
 
1

    
disp
(
'Переменная sigma не может быть вектором или матрицей!'
);

    
omega_sr
 
=
 
NaN
;
 
Lm
 
=
 
NaN
;
 
gamma
 
=
 
NaN
;

    
return

end

if
 
~
and
(
sigma
 
>=
 
17.55
,
 
sigma
 
<=
 
38.3
)

    
disp
(
'Значения искомых параметров не могут быть определены'
);

    
disp
(
'для заданного sigma: 17.55% <= sigma <= 38.3%'
);

    
omega_sr
 
=
 
NaN
;
 
Lm
 
=
 
NaN
;
 
gamma
 
=
 
NaN
;

    
return
            

end

C_sigma
      
=
 
[
  
508.321058427288
,
 
-
3060.22544945687
,
  
7415.40549715130
,
 
-
8983.52110625671
,
  
5457.12316398637
,
 
-
1319.55483588478
;];

C_tpp
        
=
 
[
  
55.6639314226042
,
 
-
311.896064410782
,
  
680.562835356507
,
 
-
709.420175449177
,
  
347.438353856472
,
 
-
60.0893038609672
;];

C_Lm
         
=
 
[
  
3395.09767299379
,
 
-
28707.9450565944
,
  
100993.514061531
,
 
-
189260.381855314
,
  
199355.799306957
,
 
-
112003.345584484
,
  
26268.4759050036
;];

C_gamma_grad
 
=
 
[
 
-
62.2007064137489
,
  
1785.51295903594
,
 
-
10389.4884037248
,
  
26305.9467171758
,
 
-
33647.4713334065
,
  
21241.5288609184
,
 
-
5161.27087502216
;];

P_max
 
=
 
roots
([
C_sigma
(
1
:
end
-
1
),
 
C_sigma
(
end
)
-
sigma
]);

P_max
(
or
(
logical
(
imag
(
P_max
)),
 
P_max
 
<
 
0
))
 
=
 
[];

c
 
=
 
polyval
(
C_tpp
,
 
P_max
);

omega_sr
 
=
 
eval
([
'@(t_pp) '
 
num2str
(
c
,
 
'%.2f'
)
 
'*pi/t_pp'
]);

if
 
~
fun_out

    
omega_sr
 
=
 
omega_sr
(
t_pp
);

end

Lm
 
=
 
polyval
(
C_Lm
,
 
P_max
);

gamma
 
=
 
polyval
(
C_gamma_grad
,
 
P_max
);

```

Для того, чтобы можно было этой функцией воспользоваться, нужно скопировать текст программы со страницы и сохранить его под именем nomosol.m в одной из папок, видимой для системы MATLAB. Имя файла может быть и другим, но, согласно синтаксиса MATLAB, должно совпадать с именем первой функции внутри файла.
Следует заметить, что эту функцию вполне можно использовать в математических пакетах, имеющих схожий с MATLAB синтаксис или после небольшой переделки.
Работа функции гарантирована для версий Матлаб не ниже 7.x. Для других версий, возможно, потребуется незначительная переработка.